# Ponte da Máquina
A Ponte da Máquina  é uma imagem emblemática da angra de Genebra e fica situada a meio do Rio Ródano a uma centena de metros a Sul da ponte do Monte Branco em Genebra, na Suíça. Tanto ela como o Edifício das Forças Motrizes recordam o passado industrial desta cidade.

## História
A Máquina  foi construída em 1843 para substituir a antiga bomba hidráulica do século XVII, e é a nova "máquina" que dará o nome á ponte, e nessa altura a ponte era feita com pranchas de madeira e só dava acesso a ela.
Construída  para alimentar em água as novas fontes públicas, começou a funcionar nesse Edifício das Forças Motrizes com a nova bomba de água e posteriormente  é transformado em central eléctrica principalmente destinada à iluminação pública .
Passando por várias transformações, como o da supressão da barragem que permitia a retenção das águas do rio, segundo as épocas e as necessidades, o edifício acolhe presentemente ao lado de um espaço dos Serviços Industriais de Genebra - entre outros, companhia eléctrica de Genebra e que a havia comprado em 1995 - um café e um serviço informativo e turístico da Cidade de Genebra  .
A sequência Ponte do Monte Branco, Ponte des Bergues e Ponte da Máquina fica logo à saída do Ródano do Lago Lemano e mostram a necessidade que havia, e há, em se ter uma ligação fácil entre as duas margens do rio. Das três ponte a única destinada aos veículos motorizados é a do Monte Branco, enquanto as outras duas são para peões ou bicicletas.

## Imagens

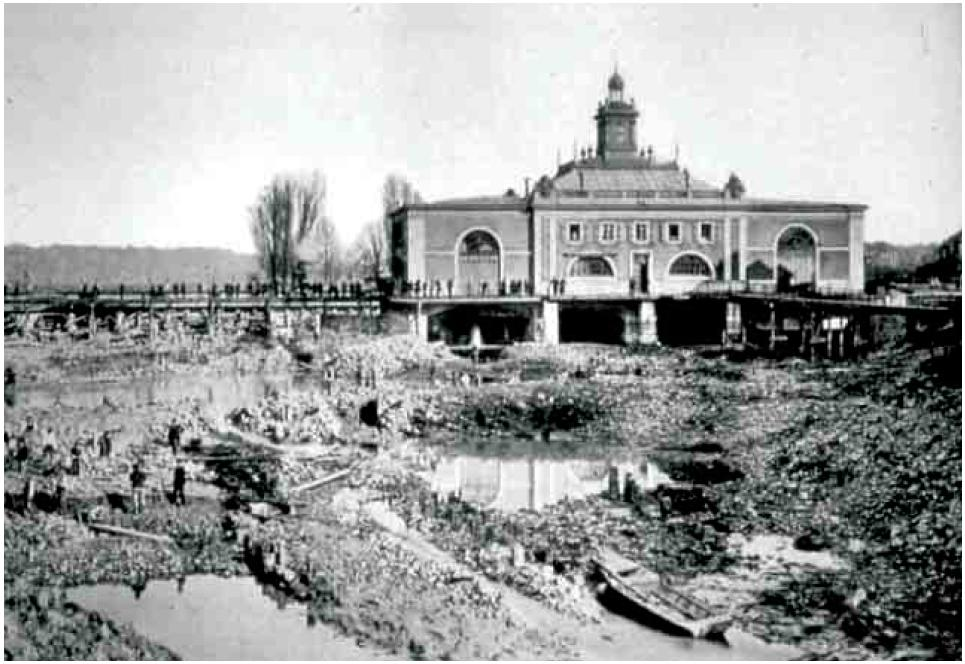
Secagem do Ródano, em 1887
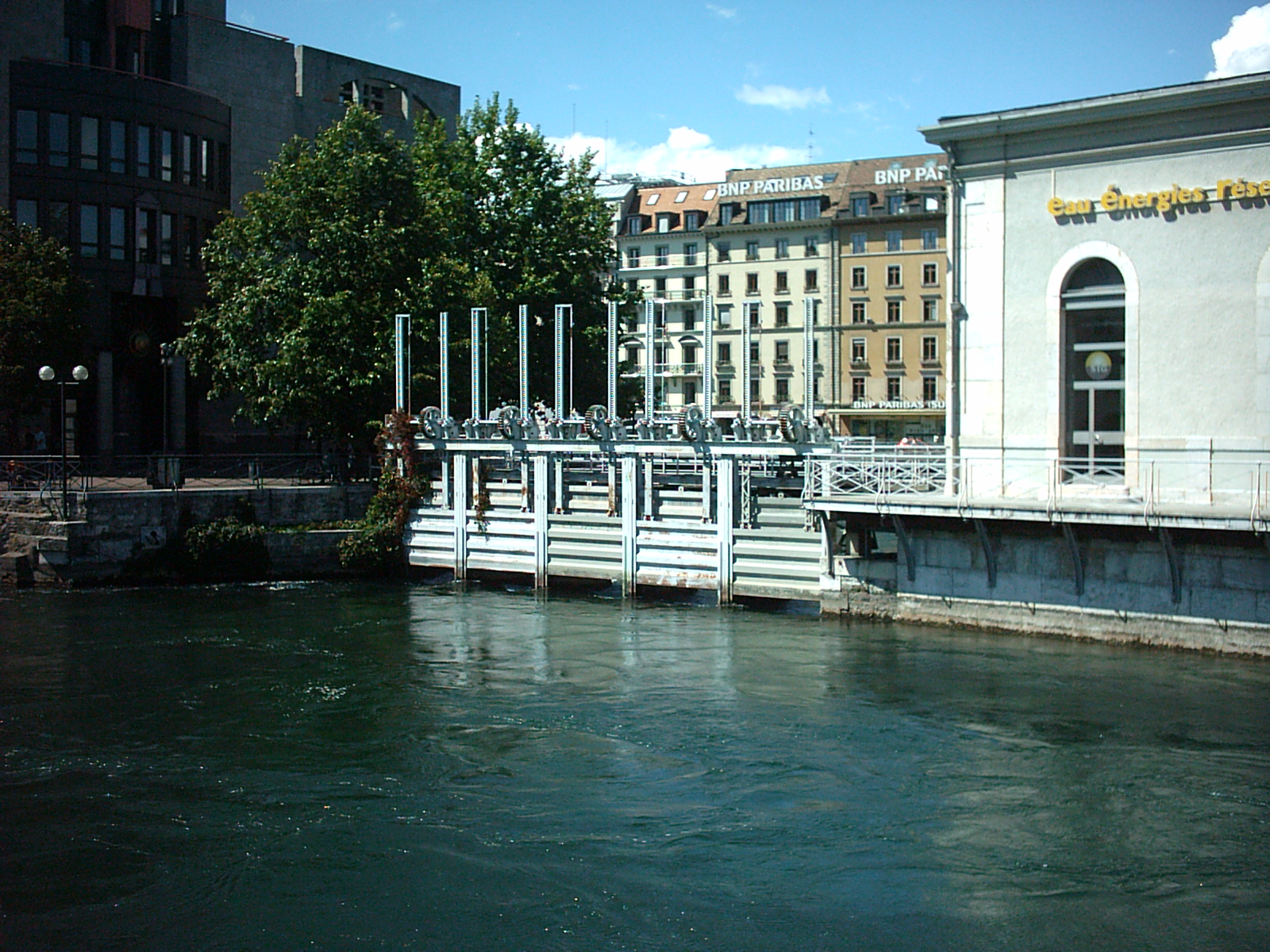
"Cortinas" entre os dois braços do rio
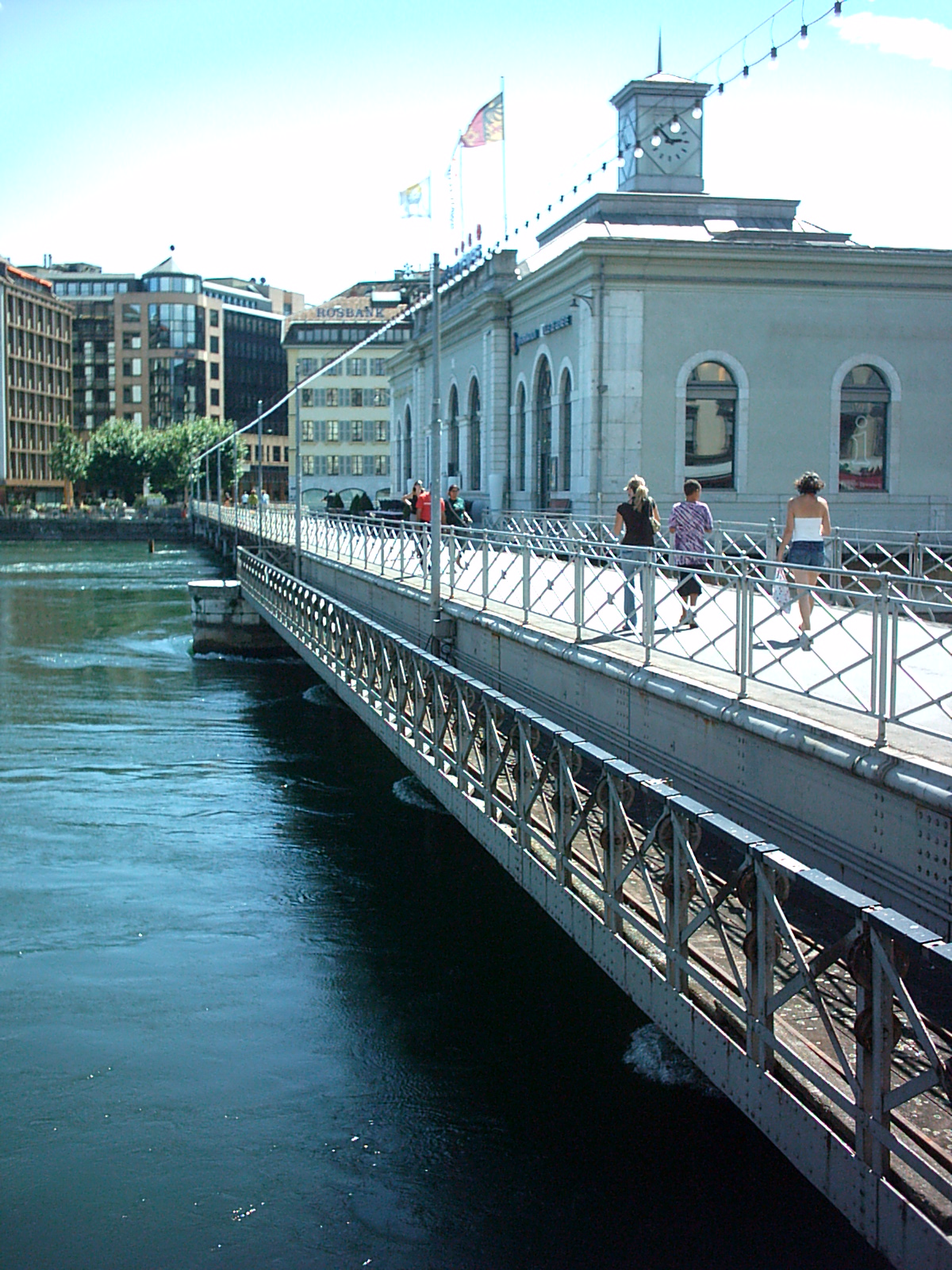
Passarela de serviço da antiga barragem, e a nova ponte
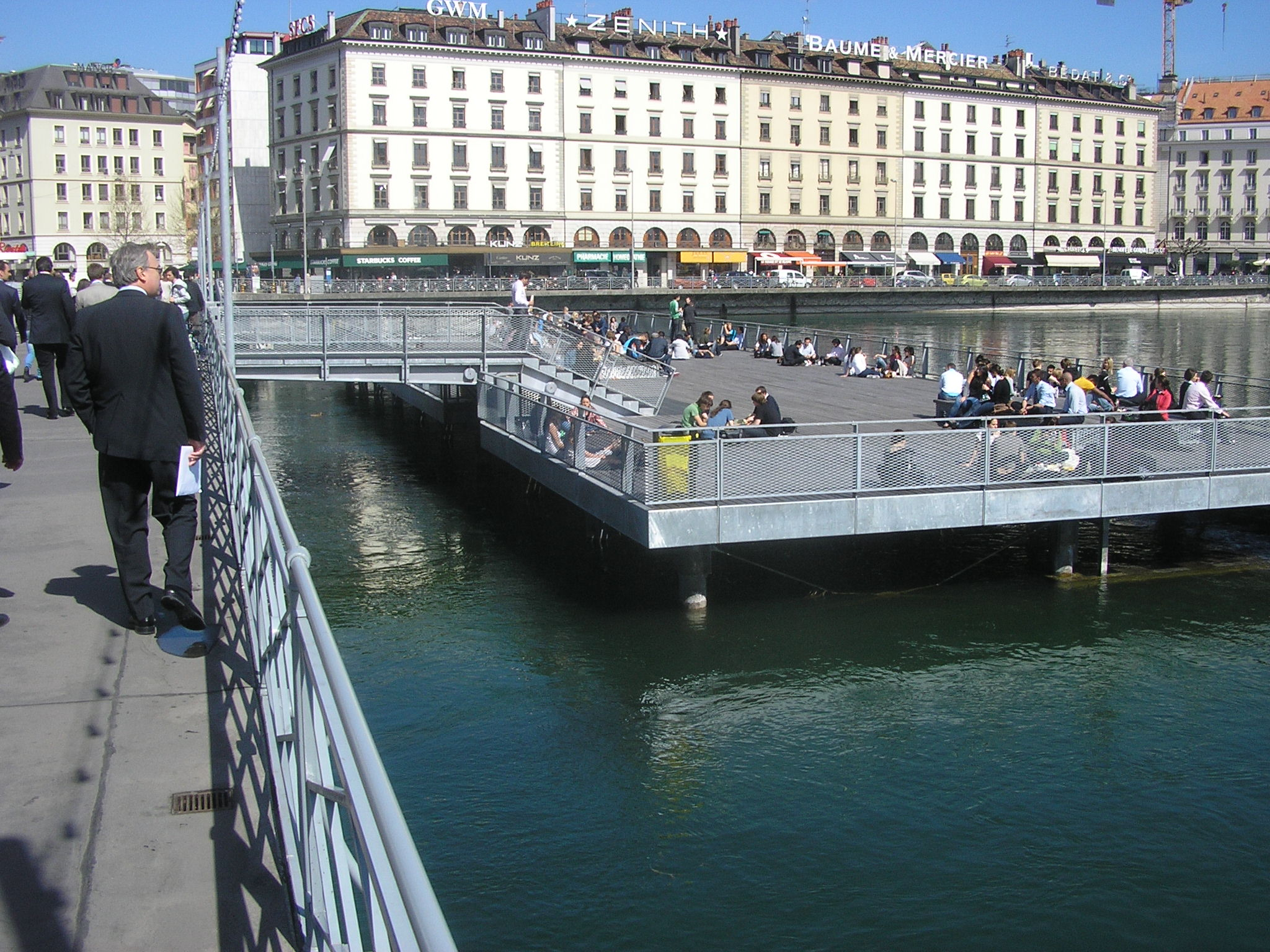
Vista da nova plataforma, em 2011

## Imagens e referência
- Pont de la Machine